# Hollywood and Highland Center
Le Hollywood and Highland Center est un complexe commercial et de loisirs situé à Los Angeles à l'intersection de Hollywood Boulevard et Highland Avenue. Le complexe comprend le Théâtre Dolby et le Grauman's Chinese Theatre.